# صفصاف مصري
الصفصاف المصري أو الصفصاف الآسيوي أو خِلاف أو سَوْجَع (باللاتينية: Salix aegyptiaca) نوع نباتي من جنس الصفصاف من الفصيلة الصفصافية (باللاتينية: Salicaceae).

## البيئة والانتشار
موطنه الأصلي باكستان وأفغانستان.

## الوصف النباتي
شجيرة نفضية يصل ارتفاعها إلى 4 م وقطرها إلى 5 م.